# Щерба, Александр Сергеевич
Алекса́ндр Серге́евич Ще́рба (род. 24 марта 1973, пгт. Тарутино, Одесская область, Украинская ССР, СССР) — государственный и политический деятель Приднестровской Молдавской Республики. Депутат Верховного совета Приднестровской Молдавской Республики VI созыва с 30 ноября 2015 по 2020. Председатель Верховного Совета Приднестровской Молдавской Республики VI созыва с 14 декабря 2016 по 23 января 2019.

## Биография
Родился 24 марта 1973 в посёлке городского типа Тарутино Одесской области Украинской ССР. В 1974 вместе с родителями переехал в город Днестровск.

### Образование
В 1990 окончил среднюю школу № 2 в городе Днестровск Молдавской ССР.
Окончил Институт международного права в Москве по специальности «международное частное право».
В 1996 экстерном окончил юридический факультет Приднестровского государственного университета имени Т. Г. Шевченко.
В 2003 решением негосударственной автономной некоммерческой организации «Высший аттестационно-квалификационный комитет» присуждена степень кандидата юридических наук.

### Трудовая деятельность
С 1995 работал консультантом в экспертно-аналитическом отделе Аппарата Президента Приднестровской Молдавской Республики.
С 4 марта 1996 по 23 марта 1998 — член Комиссии по вопросам гражданства при Президенте Приднестровской Молдавской Республики.
С 1998 по 2000 — начальник юридического отдела ООО «Шериф».
С 2000 по 2015 — депутат Тираспольского городского Совета народных депутатов. В апреле 2000 был избран первым заместителем председателя горсовета Тирасполя.
С апреля 2005 по декабрь 2015 — председатель Тираспольского городского Совета народных депутатов.
Заместитель председателя Республиканской политической партии «Обновление».
29 ноября 2015 избран депутатом Верховного совета Приднестровской Молдавской Республики VI созыва по 29 избирательному округу. В декабре 2015 избран заместителем Председателя Верховного совета Приднестровской Молдавской Республики.
С 14 декабря 2016 по 23 января 2019 — Председатель Верховного Совета Приднестровской Молдавской Республики VI созыва. 23 января 2019 Верховный совет Приднестровской Молдавской Республики снял Щербу с должности, за отстранения проголосовали 33 депутата из 43, 3 высказались против.

## Семья
Женат, воспитывает троих детей.

## Награды
- Грамота Президента Приднестровской Молдавской Республики
- Грамота Верховного совета Приднестровской Молдавской Республики
- Орден «Трудовая слава» (12 октября 2007) — за личный вклад в сохранение и развитие экономического, социального и культурного потенциала города Тирасполь, активную деятельность в области развития межрегиональных и межмуниципальных связей между городом Тирасполь и городами стран Содружества Независимых Государств, высокие организаторские способности и в связи с 215-й годовщиной со дня основания города Тирасполь[9]
- Орден «За заслуги» II степени (29 августа 2017) — за добросовестный труд в органах государственной власти, высокие организаторские и профессиональные способности и в связи с 27-й годовщиной со дня образования Приднестровской Молдавской Республики[10]
- Орден Дружбы (2017, Южная Осетия)[11]